# Philippsessen
Das Philippsessen, ursprünglich auch: Philippsmemorie, ist mit 800-jähriger Geschichte eine der ältesten Veranstaltungen seiner Art in Deutschland, alljährlich vom Rat der Stadt Soest mit offiziell geladenen Gästen im historischen Burghof durchgeführt. Das Philippsessen fand bis ins 17. Jahrhundert statt und wurde 1955 offiziell wieder eingeführt.

## Geschichte
Das Philippsessen geht ursprünglich zurück auf eine Stiftung zum Gedenken an den 1191 gestorbenen Stadtherrn von Soest, den Kölner Erzbischof Philipp von Heinsberg. Es ist das einzige Fest, das der Rat der Stadt im Jahre 1524, nicht streichen ließ. Der älteste Beleg für das Festessen ist eine Stadtrechnung von 1338, doch dürfte das Essen auf drei Memorien zu Ehren des Stadtherrn zurückgehen, der Soest zu seiner Residenz in Westfalen hatte ausbauen lassen. Die ursprüngliche Tradition wurde bis in die Zeit des Dreißigjährigen Krieges gepflegt, konnte danach jedoch wegen der katastrophalen wirtschaftlichen Lage der Stadt nicht mehr aufrechterhalten werden.